# أيسرية القلب
أيسرية القلب (بالإنجليزية: Levocardia)‏ هي الحالة الطبيّة التي يكون فيها القلب في مكانه السليم "جهة اليسار"، وهذا ما يعني صحة وجود بقية الأعضاء كالأمعاء والكبد والمعدة في أماكنها، وهذه الحالة مضادة لحالة القلب اليميني.